# Minoru Nagata
Minoru Nagata (japanska: 永田 実), född 1906 i Takada, var en japansk längdåkare. Han var med i de olympiska vinterspelen 1928 i Sankt Moritz och kom på 32:a plats på 18 kilometer och på 24:e plats på 50 kilometer.